# Isométrataxie
L’isométrataxie est l'incapacité à maintenir une force musculaire constante durant une performance manuelle comme la préhension . La force est typiquement irrégulière . Ce déficit est associé à une ataxie consécutive à une atteinte du cervelet, en particulier à la suite d'un accident vasculaire cérébral.